# Campionato Amazonense 2025
Il Campionato Amazonense 2025 è stata la 109ª edizione della massima serie del Campionato Amazonense. Il torneo è iniziato il 25 gennaio 2025 e si è concluso il 1º aprile successivo

## Stagione

### Novità
Al termine della stagione 2024, sono retrocesse in Segunda Divisão Operário-AM, Rio Negro, e Unidos do Alvorada. Sono state promosse dalla Segunda Divisão Sete e Iranduba. Quest'ultima ha rinunciato al campionato prima dell'inizio dello stesso. 

### Formato
Le otto squadre si affrontano in due fasi con lo stesso format, consistente in due gironi da cinque squadre ciascuno. Le prime quattro classificate di tali gironi, accederanno al secondo turno che decreterà la vincitrice della fase. Le vincenti delle due fasi si affronteranno in una doppia sfida per decretare la vincitrice del campionato. Nel caso uno squadra dovesse vincere ambedue le fasi, sarà dichiarata campione senza che si disputi alcuna sfida finale. Le ultime tre classificate nella classifica generale (consistente nella somma di tutte le gare disputate tra prima e seconda fase), retrocedono in Segunda Divisão.
La formazione vincitrice e la seconda classificata, potranno partecipare alla Série D 2026, alla Coppa del Brasile 2026 e alla Copa Verde 2026. Nel caso le prime due classificate siano già qualificate alla Série D, l'accesso alla quarta serie andrà a scalare.

## Risultati

### Prima fase

#### Fase a gironi
Le squadre affrontano avversarie appartenenti al girone opposto.
Girone A
|  | Pos. | Squadra              | Pt | G | V | N | P | GF | GS | DR  |
|  | ---- | -------------------- | -- | - | - | - | - | -- | -- | --- |
|  | 1.   | Manaus               | 5  | 4 | 1 | 2 | 1 | 5  | 5  | 0   |
|  | 2.   | Parintins            | 3  | 4 | 1 | 0 | 3 | 1  | 5  | -4  |
|  | 3.   | Princesa do Solimões | 3  | 4 | 0 | 3 | 1 | 3  | 4  | -1  |
|  | 4.   | Sete (-3)            | -2 | 4 | 0 | 1 | 3 | 3  | 12 | -19 |

Legenda:
      Ammessa alle semifinali del secondo turno.
      Ammessa ai quarti di finale del secondo turno.
Note:
Tre punti a vittoria, uno a pareggio, zero a sconfitta.
Girone B
|  | Pos. | Squadra         | Pt | G | V | N | P | GF | GS | DR |
|  | ---- | --------------- | -- | - | - | - | - | -- | -- | -- |
|  | 1.   | Amazonas        | 10 | 4 | 3 | 1 | 0 | 9  | 2  | +7 |
|  | 2.   | Manauara        | 7  | 4 | 2 | 1 | 1 | 7  | 4  | +3 |
|  | 3.   | Nacional-AM     | 7  | 4 | 2 | 1 | 1 | 5  | 2  | +3 |
|  | 4.   | São Raimundo-AM | 6  | 4 | 1 | 3 | 0 | 5  | 4  | +1 |

Legenda:
      Ammessa alle semifinali del secondo turno.
      Ammessa ai quarti di finale del secondo turno.
Note:
Tre punti a vittoria, uno a pareggio, zero a sconfitta.

#### Secondo turno
|  | Quarti di finale | Quarti di finale     | Quarti di finale |           |       | Semifinali     | Semifinali     | Semifinali |  |  | Finale | Finale | Finale |  |
|  |                  |                      |                  |           |       |                |                |            |  |  |        |        |        |  |
|  |                  |                      |                  |           |       | 1B             | Amazonas (dtr) | 0 (9)      |  |  |        |        |        |  |
|  |                  |                      |                  |           |       | 1B             | Amazonas (dtr) | 0 (9)      |  |  |        |        |        |  |
|  |                  |                      | 2B               | Manauara  | 0 (8) |                |                |            |  |  |        |        |        |  |
|  | 2B               | Manauara             | 2B               | Manauara  | 0 (8) | 0              |                |            |  |  |        |        |        |  |
|  | 2B               | Manauara             |                  |           |       |                |                |            |  |  |        |        |        |  |
|  | 3B               | Nacional-AM          | 0                |           |       |                |                |            |  |  |        |        |        |  |
|  | 3B               | Nacional-AM          | 0                |           | 1B    | Amazonas (dtr) | 2 (6)          |            |  |  |        |        |        |  |
|  |                  |                      |                  |           |       |                |                |            |  |  |        |        |        |  |
|  |                  |                      | 1A               | Manaus    | 2 (5) |                |                |            |  |  |        |        |        |  |
|  |                  |                      |                  | Manaus    | 2 (5) |                |                |            |  |  |        |        |        |  |
|  |                  |                      |                  |           |       |                |                |            |  |  |        |        |        |  |
|  |                  |                      |                  |           |       |                |                |            |  |  |        |        |        |  |
|  |                  | 1A                   | Manaus (dtr)     | 2 (6)     |       |                |                |            |  |  |        |        |        |  |
|  |                  |                      |                  | 2 (6)     |       |                |                |            |  |  |        |        |        |  |
|  |                  |                      | 2A               | Parintins | 0 (5) |                |                |            |  |  |        |        |        |  |
|  | 2A               | Parintins            | 2A               | Parintins | 0 (5) | 2              |                |            |  |  |        |        |        |  |
|  | 2A               | Parintins            |                  |           |       |                |                |            |  |  |        |        |        |  |
|  | 3A               | Princesa do Solimões | 1                |           |       |                |                |            |  |  |        |        |        |  |

### Seconda fase

#### Fase a gironi
Le squadre affrontano avversarie appartenenti al proprio girone.
Girone A
|  | Pos. | Squadra              | Pt | G | V | N | P | GF | GS | DR |
|  | ---- | -------------------- | -- | - | - | - | - | -- | -- | -- |
|  | 1.   | Manaus               | 7  | 3 | 2 | 1 | 0 | 3  | 0  | +3 |
|  | 2.   | Parintins            | 5  | 3 | 1 | 2 | 0 | 5  | 2  | +3 |
|  | 3.   | Princesa do Solimões | 4  | 3 | 1 | 1 | 1 | 6  | 6  | 0  |
|  | 4.   | Sete                 | 0  | 3 | 0 | 0 | 3 | 3  | 9  | -6 |

Legenda:
      Ammessa alle semifinali del secondo turno.
      Ammessa ai quarti di finale del secondo turno.
Note:
Tre punti a vittoria, uno a pareggio, zero a sconfitta.
Girone B
|  | Pos. | Squadra         | Pt | G | V | N | P | GF | GS | DR |
|  | ---- | --------------- | -- | - | - | - | - | -- | -- | -- |
|  | 1.   | Nacional-AM     | 9  | 3 | 3 | 0 | 0 | 7  | 2  | +5 |
|  | 2.   | Manauara        | 4  | 3 | 1 | 1 | 1 | 2  | 2  | 0  |
|  | 3.   | Amazonas        | 3  | 3 | 1 | 0 | 2 | 3  | 2  | +1 |
|  | 4.   | São Raimundo-AM | 1  | 3 | 0 | 1 | 2 | 1  | 7  | -6 |

Legenda:
      Ammessa alle semifinali del secondo turno.
      Ammessa ai quarti di finale del secondo turno.
Note:
Tre punti a vittoria, uno a pareggio, zero a sconfitta.

#### Secondo turno
|  | Quarti di finale | Quarti di finale     | Quarti di finale |           |       | Semifinali  | Semifinali        | Semifinali |  |  | Finale | Finale | Finale |  |
|  |                  |                      |                  |           |       |             |                   |            |  |  |        |        |        |  |
|  |                  |                      |                  |           |       | 1B          | Nacional-AM (dtr) | 0 (4)      |  |  |        |        |        |  |
|  |                  |                      |                  |           |       | 1B          | Nacional-AM (dtr) | 0 (4)      |  |  |        |        |        |  |
|  |                  |                      | 2A               | Parintins | 0 (3) |             |                   |            |  |  |        |        |        |  |
|  | 2A               | Parintins            | 2A               | Parintins | 0 (3) | 2           |                   |            |  |  |        |        |        |  |
|  | 2A               | Parintins            |                  |           |       |             |                   |            |  |  |        |        |        |  |
|  | 3B               | Amazonas             | 1                |           |       |             |                   |            |  |  |        |        |        |  |
|  | 3B               | Amazonas             | 1                |           | 1B    | Nacional-AM | 2                 |            |  |  |        |        |        |  |
|  |                  |                      |                  |           |       |             |                   |            |  |  |        |        |        |  |
|  |                  |                      | 1A               | Manaus    | 0     |             |                   |            |  |  |        |        |        |  |
|  |                  |                      |                  | Manaus    | 0     |             |                   |            |  |  |        |        |        |  |
|  |                  |                      |                  |           |       |             |                   |            |  |  |        |        |        |  |
|  |                  |                      |                  |           |       |             |                   |            |  |  |        |        |        |  |
|  |                  | 1A                   | Manaus (dtr)     | 1 (5)     |       |             |                   |            |  |  |        |        |        |  |
|  |                  |                      |                  | 1 (5)     |       |             |                   |            |  |  |        |        |        |  |
|  |                  |                      | 2B               | Manauara  | 1 (3) |             |                   |            |  |  |        |        |        |  |
|  | 2B               | Manauara             | 2B               | Manauara  | 1 (3) | 6           |                   |            |  |  |        |        |        |  |
|  | 2B               | Manauara             |                  |           |       |             |                   |            |  |  |        |        |        |  |
|  | 3A               | Princesa do Solimões | 0                |           |       |             |                   |            |  |  |        |        |        |  |

### Finale di campionato
| Squadra 1      | Risultato | Squadra 2 |
| -------------- | --------- | --------- |
| 1º aprile 2025 |           |           |
| Nacional-AM    | 1 – 2     | Amazonas  |

## Classifica generale
|       | Pos. | Squadra              | Pt | G | V | N | P | GF | GS | DR  |
| ----- | ---- | -------------------- | -- | - | - | - | - | -- | -- | --- |
|       | 1.   | Amazonas             | 16 | 8 | 5 | 1 | 2 | 14 | 5  | +9  |
|       | 2.   | Nacional-AM          | 16 | 8 | 5 | 1 | 2 | 13 | 6  | +7  |
| [ 2 ] | 3.   | Manaus               | 12 | 7 | 3 | 3 | 1 | 9  | 5  | +3  |
|       | 4.   | Manauara             | 11 | 7 | 3 | 2 | 2 | 9  | 6  | +3  |
|       | 5.   | Parintins            | 8  | 7 | 2 | 2 | 3 | 6  | 7  | -1  |
|       | 6.   | Princesa do Solimões | 7  | 7 | 1 | 4 | 2 | 9  | 10 | -1  |
|       | 7.   | São Raimundo-AM      | 7  | 7 | 1 | 4 | 2 | 6  | 11 | -5  |
|       | 8.   | Sete (-3)            | -2 | 7 | 0 | 1 | 6 | 6  | 21 | -15 |

Legenda:

      Vincitore del Campionato Amazonense 2025 e qualificato per la Coppa del Brasile 2026, il Campeonato Brasileiro Série D 2026 e la Copa Verde 2026.
      Qualificato per il Coppa del Brasile 2026, il Campeonato Brasileiro Série D 2026  e la Coppa Verde 2026.
      Qualificato per il Campeonato Brasileiro Série D 2026.
      Retrocesse in Segunda Divisão 2026